# Henryk Skowronek
Henryk Paweł Skowronek (ur. 25 czerwca 1923 w Rudzie, zm. 26 października 1981 w Rudzie Śląskiej) – polski ciężarowiec olimpijczyk.
Startował w wadze piórkowej (do 60 kg). Wystąpił w niej na igrzyskach olimpijskich w 1952 w Helsinkach, gdzie zajął 21. miejsce. Sześciokrotnie zdobył tytuł mistrza Polski (w 1949, 1950, 1951, 1952, 1953 i 1955). Startował w klubie Slavia Ruda Śląska.
Był instruktorem podnoszenia ciężarów i działaczem sportowym. Odznaczony Orderem Sztandaru Pracy II klasy i Srebrnym Krzyżem Zasługi.